# Charváty
Charváty jsou obec, která leží v okrese Olomouc. Žije zde 945 obyvatel.
V části obce Drahlov se nachází i mateřská škola a v samotných Charvátech je základní škola pro 1. až 4. ročník.

## Historie
Nejstarší část obce Charváty, Čertoryje, je poprvé zmiňována roku 1234, ostatní části pak v polovině 14. století. 

## Pamětihodnosti
- Kostel svatého Jana Křtitele
- Socha svatého Jana Nepomuckého

## Galerie

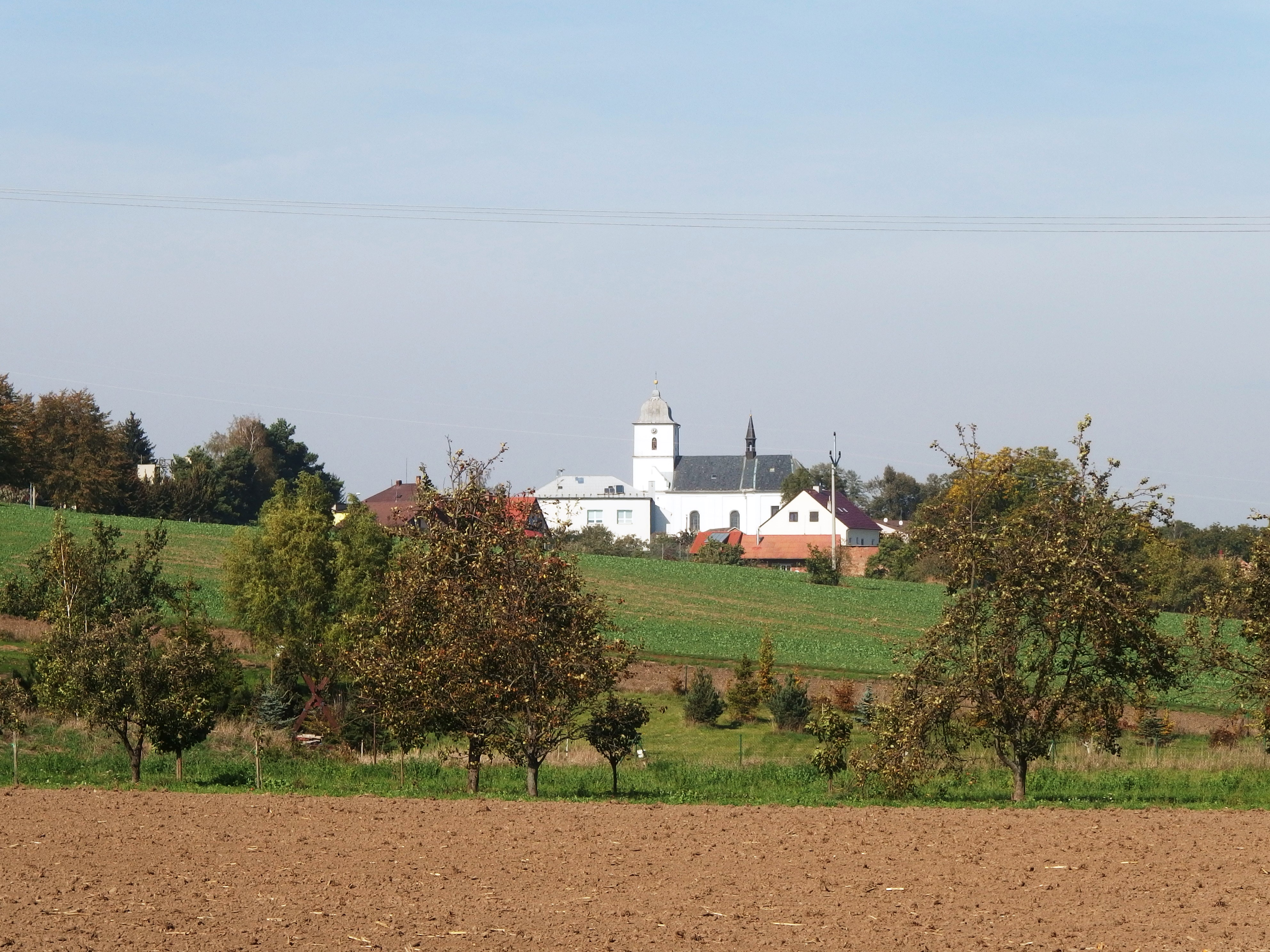
Pohled na obec od Drahlova
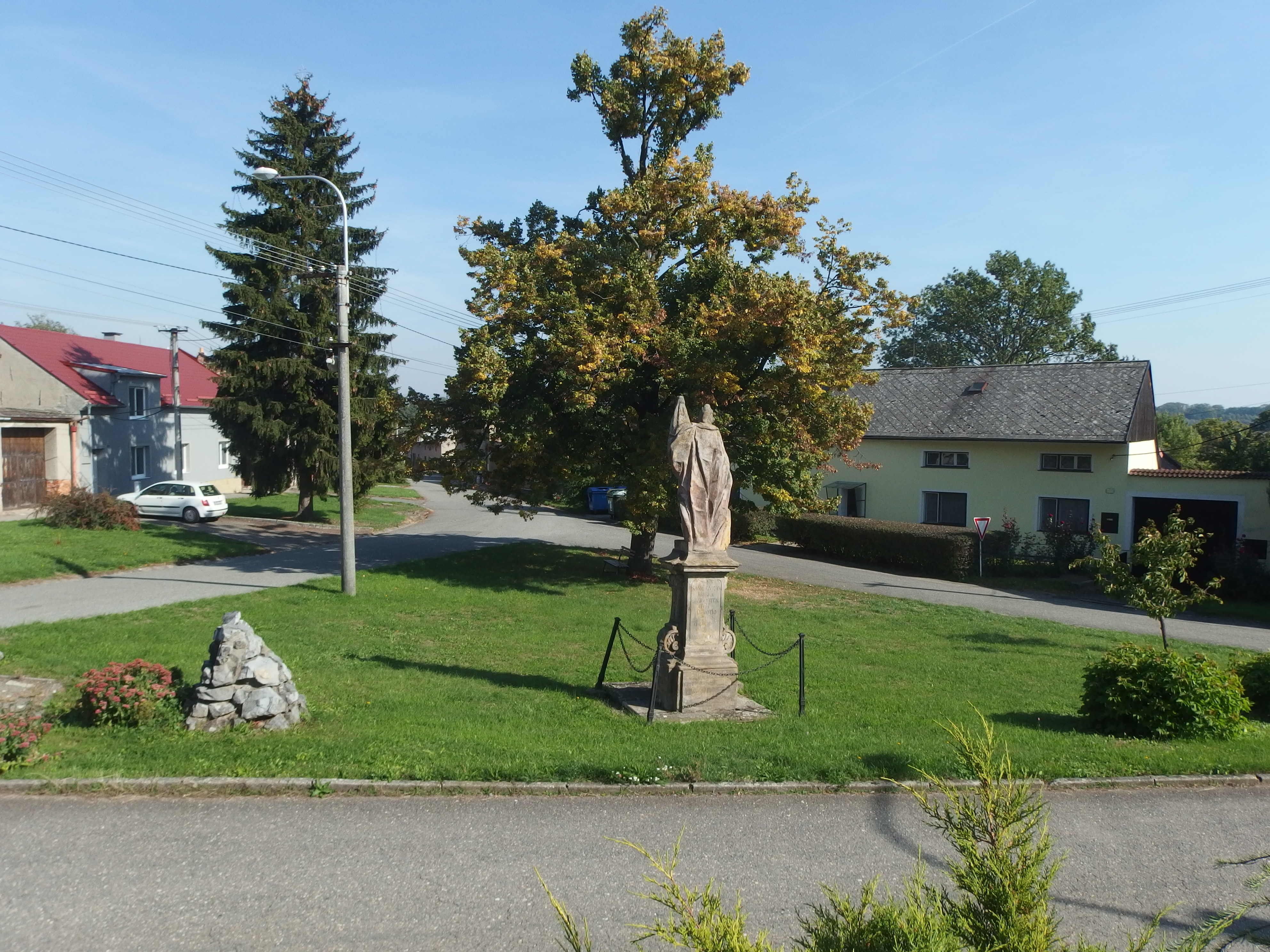
Náves se sochou sv. Floriána
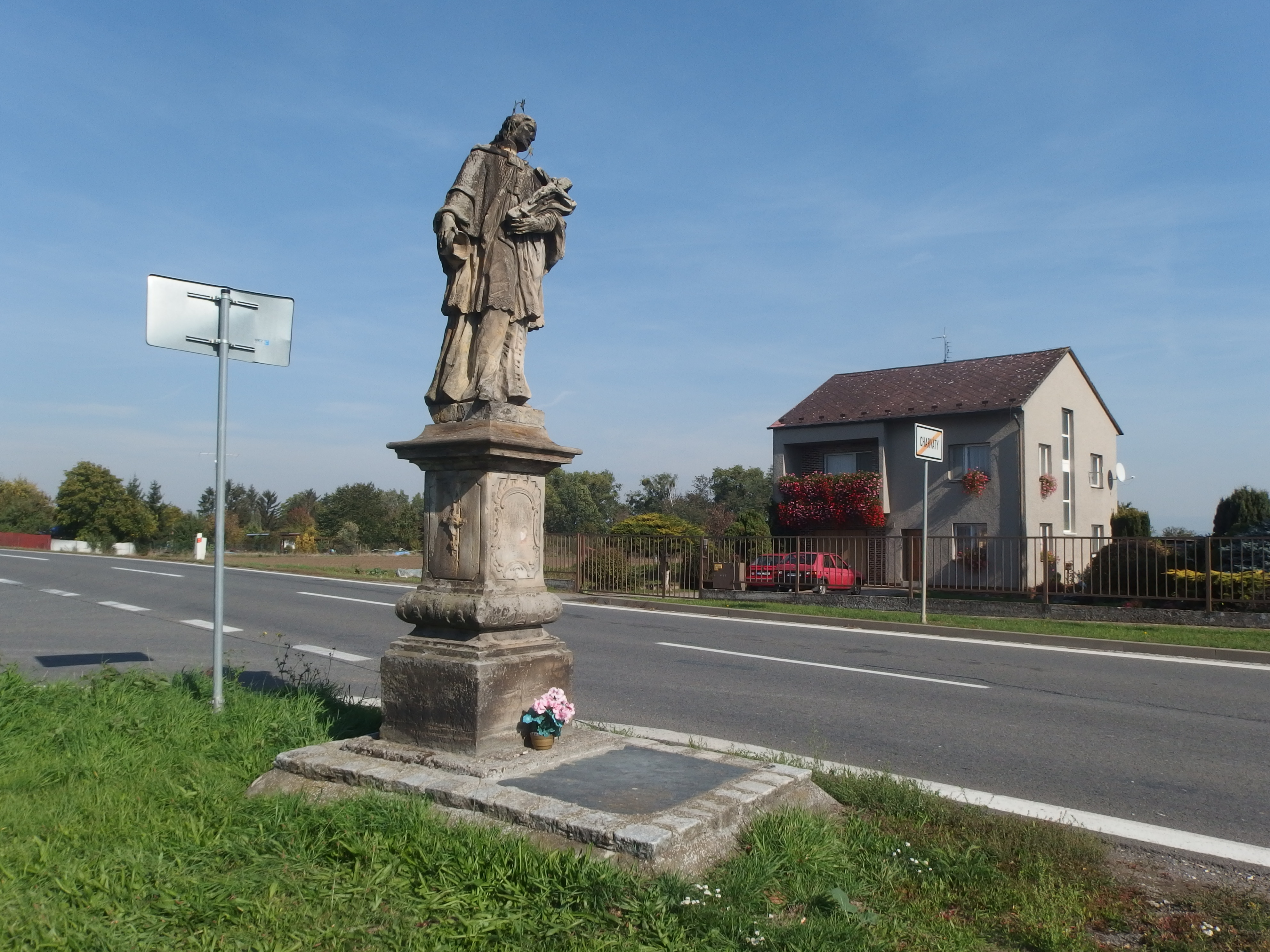
Socha svatého Jana Nepomuckého, severní okraj obce
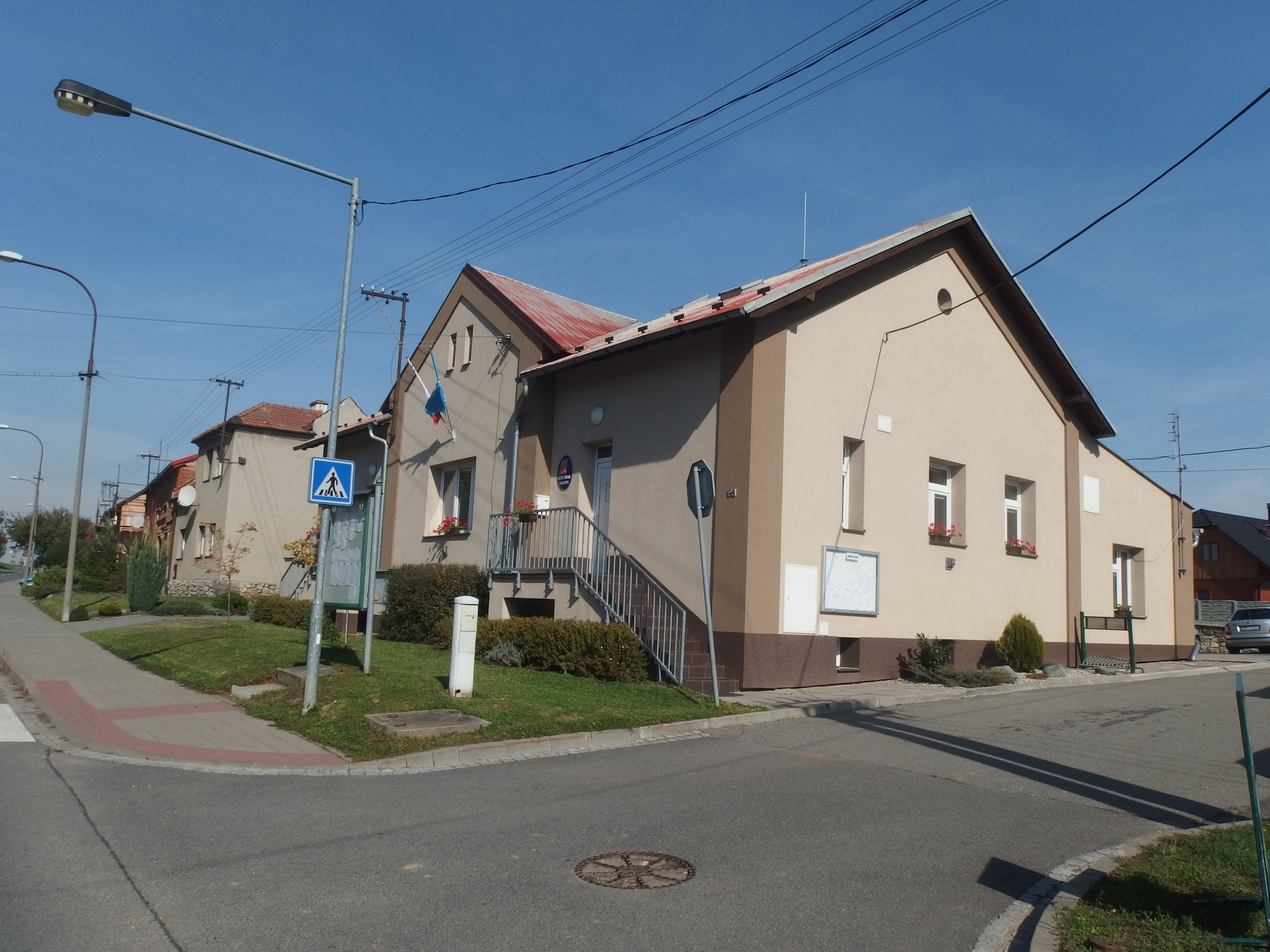
Obecní úřad
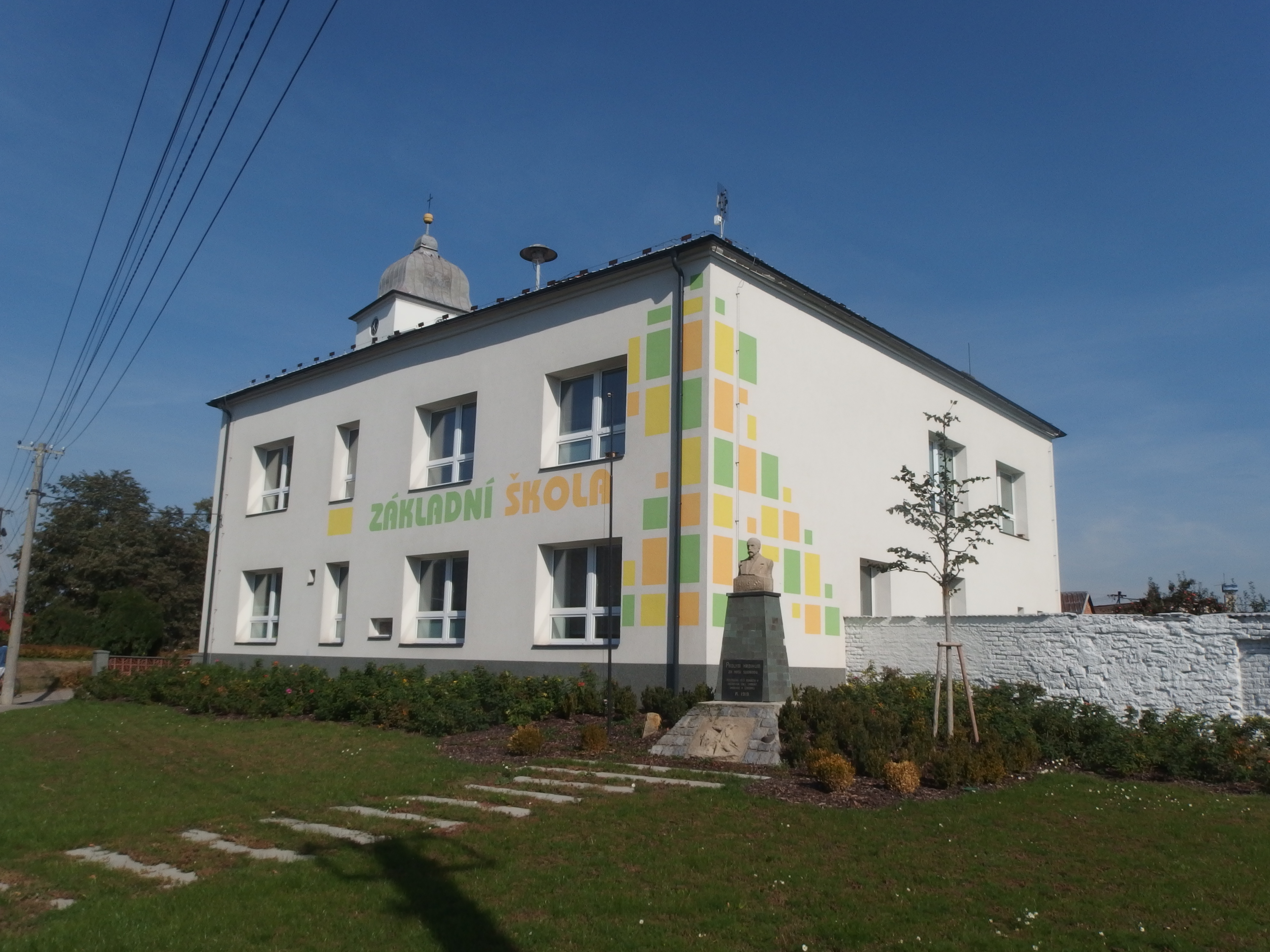
Škola s pomníkem padlým
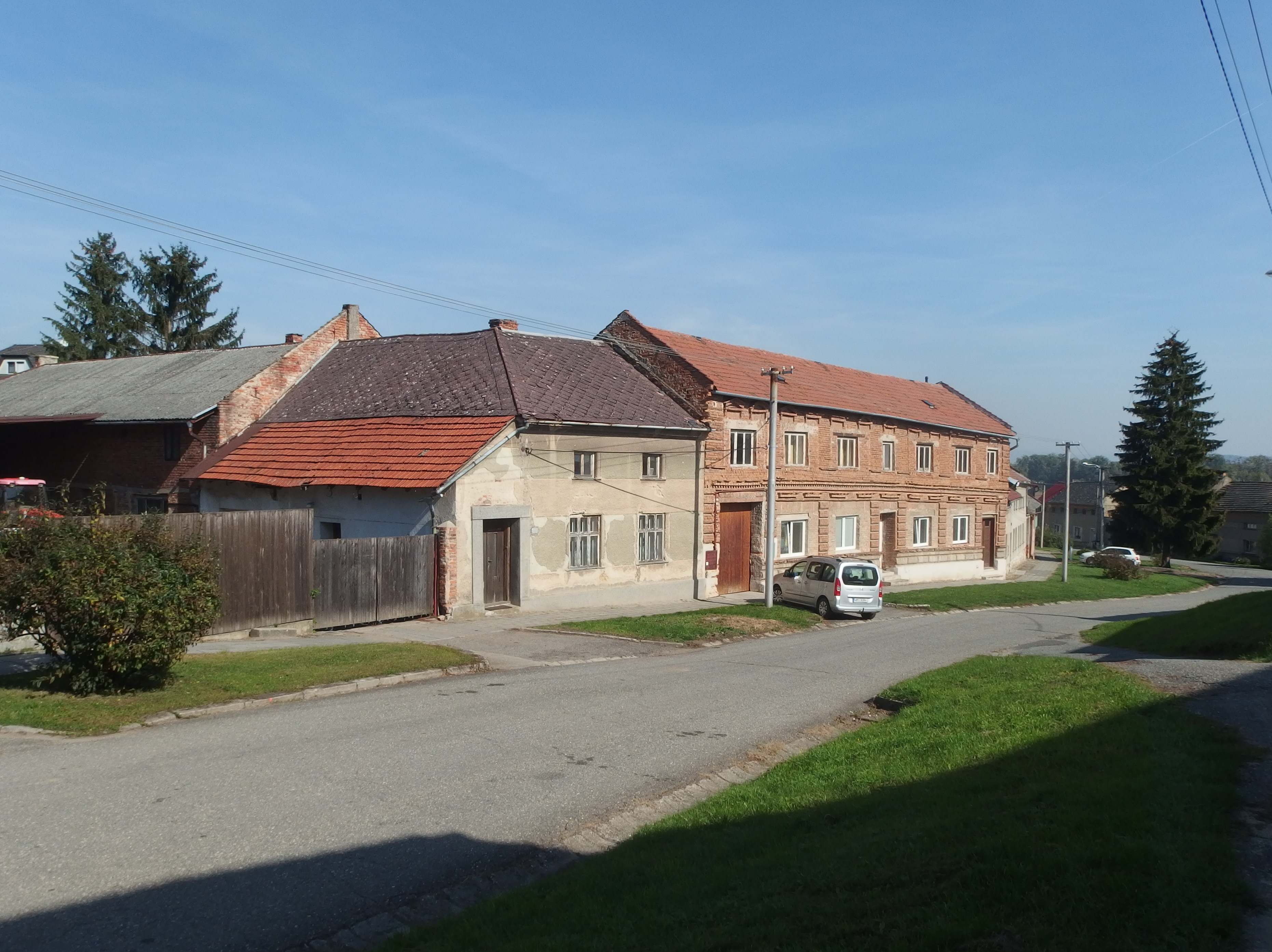
Domy na návsi

## Místní části
- Charváty
- Čertoryje
- Drahlov